# Yukinori Taniguchi
Yukinori "Yuke" Taniguchi (japanska: 谷口 行規, Taniguchi Yukinori), född 27 september 1968 i Hiroshima, är en japansk affärsman och racerförare. Han är grundare av datorspelföretaget Yuke's.

## Yuke's
Taniguchi startade datorspelföretaget Yuke's i sin lägenhet i Sakai, Osaka, år 1993. Innan han tog examen på universitetet hade han skapat mer än tjugo spel och började senare utveckla wrestlingspel i 3D-grafik till Playstation. Exempelvis släppte Yuke's WWF SmackDown! år 2000, vilket såldes i över två miljoner exemplar i USA, och i Japan lyckades spelet också mycket bra, till skillnad från deras tidigare spel. År 2005 köpte Taniguchi delar av New Japan Pro Wrestling.
Taniguchi sponsrade Nobushige Kumakubo i D1 Grand Prix år 2005 och Yuke's utvecklade ett spel baserat på mästerskapet.

## Racingkarriär

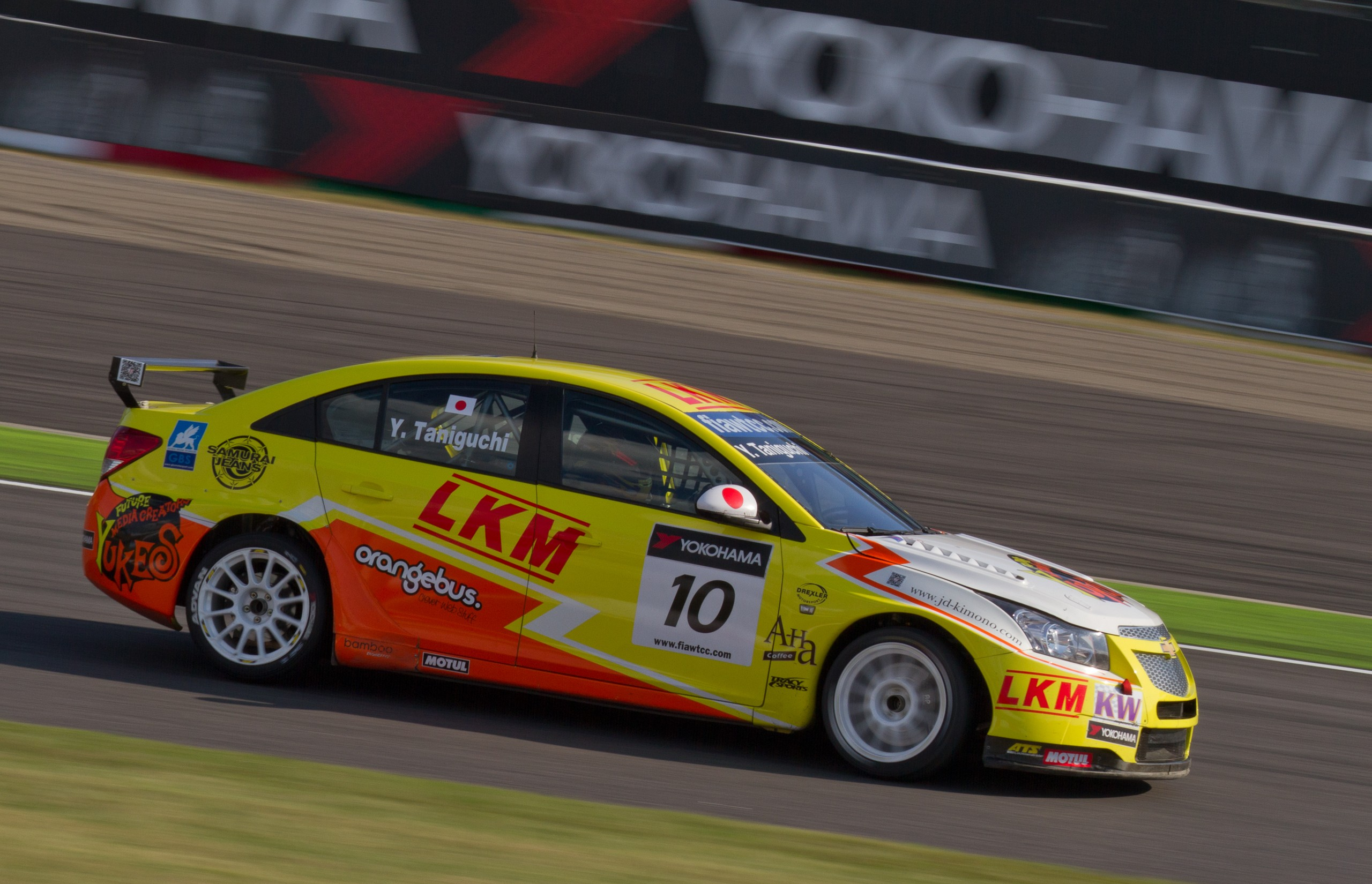
Yukinori Taniguchi i FIA WTCC Race of Japan på Suzuka International Racing Course 2011.

Taniguchi tävlar även inom racing. Han blev mästare, tillsammans med Tarzan Yamada, i ST3-klassen i Japanese Super Taikyu Endurance Series med en Nissan 350Z år 2005. Säsongen 2007 tävlade han i Japan Le Mans Challenge och vann ett race, samt slutade tvåa totalt i GT2-mästerskapet.
Under 2008 körde Taniguchi fyra race för N.Technology i World Touring Car Championship, utan några framgångar. Han fick sedan ersätta Harry Vaulkhard i bamboo-engineerings ena Chevrolet Lacetti 2010, då britten fått sponsorproblem. Taniguchi placerade sig ofta ganska långt bak, men slog till med en niondeplats på hemmaplan i Race of Japan. I det racet vann han även privatförarcupen.
Bamboo-engineering inledde säsongen 2011 i Lacetti, men bytte redan till den andra tävlingshelgen till Chevrolet Cruze 1.6T. Taniguchi tog återigen en poängplats i Japan, men i övrigt blev det inga poäng. I Race of China på Shanghai Tianma Circuit kraschade han rejält och bilen gick inte att reparera till Macau två helger senare. Taniguchi kunde då inte ställa upp och slutade på tjugonde plats i förarmästerskapet, samt trettonde i privatförarcupen.
| År                                               | Klass/Mästerskap                                               | Team               | Bil                                    | Totalt/poäng | Bästa placering          |
| ------------------------------------------------ | -------------------------------------------------------------- | ------------------ | -------------------------------------- | ------------ | ------------------------ |
| 2003                                             | Suzuka Clubman Race FF Challenge Class                         | ?                  | Honda Civic                            | ?            | ?                        |
| 2004                                             | Suzuka Clubman Race FF Challenge Class                         | ?                  | Honda Civic                            | ?            | ?                        |
| 2005                                             | Japanese Super Taikyu Endurance Series - ST3                   | ?                  | Nissan 350Z                            | 1:a/?p       | ?                        |
| 2006                                             | Japanese Super Taikyu Endurance Series - ST3                   | ?                  | Nissan 350Z                            | ?/?p         | Två segrar               |
| 2007                                             | Japan Le Mans Challenge - LM GT2                               | Hitotsuyama Racing | Porsche 997 GT3 RSR                    | 2:a/?p       | 1:a på Okayama           |
| 2008                                             | Japanese Super Taikyu Endurance Series - ST2                   | ?                  | Mitsubishi Lancer                      | 2:a/?p       | 1:a på ?                 |
| 2009                                             | Japanese Super Taikyu Endurance Series - ST2                   | ?                  | Mitsubishi Lancer                      | 2:a/?p       | Tre segrar               |
| 2008                                             | World Touring Car Championship                                 | N.Technology       | Honda Accord Euro R                    | -/0p         | 19:e på Okayama (Race 2) |
| 2010                                             | World Touring Car Championship                                 | bamboo-engineering | Chevrolet Lacetti                      | 18:e/4p      | 9:a på Okayama (Race 1)  |
| 2010                                             | World Touring Car Championship - Yokohama Independents' Trophy | bamboo-engineering | Chevrolet Lacetti                      | 10:a/33p     | 1:a på Okayama (Race 1)  |
| 2010                                             | West Japan Honda Civic Inter Cup                               | ?                  | Honda Civic                            | 1:a/?p       | Två segrar               |
| 2011                                             | World Touring Car Championship                                 | bamboo-engineering | Chevrolet Lacetti Chevrolet Cruze 1.6T | 20:e/6p      | 7:a på Suzuka (Race 1)   |
| 2011                                             | World Touring Car Championship - Yokohama Trophy               | bamboo-engineering | Chevrolet Lacetti Chevrolet Cruze 1.6T | 13:e/26p     | 4:a på Suzuka (Race 1)   |
| 2011                                             | World Touring Car Championship - Jay-Ten Trophy                | bamboo-engineering | Chevrolet Lacetti                      | 3:a/47p      | 4:a i Curitiba (Race 2)  |
| Senast uppdaterad: 2011-11-25 (4791 dagar sedan) |                                                                |                    |                                        |              |                          |